# 허버트 채프먼

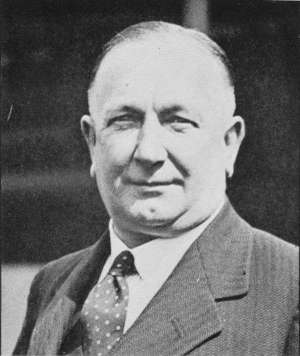

허버트 채프먼(영어: Herbert Chapman, 1878년 1월 19일 ~ 1934년 1월 16일)은 영국 잉글랜드 출신의 전 축구 감독이다. 1925년부터 1934년까지 아스널 FC의 감독을 맡았다.

## 선수 경력
토튼햄 핫스퍼 FC를 비롯하여 여러 클럽에서 활약하였다.

## 지도자 경력
노샘프턴 타운 FC에서 감독 경력을 시작하였으며 1925년부터 아스널 FC의 감독을 맡아 전성기를 이루었으며 WM 포메이션을 고안하여 축구 전술사에 족적을 남겼다.